# 張羽 (太常丞)
張羽（1333年—1385年），字來儀，後以字行，改字附鳳，號靜居，江州路德化縣（今江西九江）人，元末明初政治人物、畫家，與高啟、楊基、徐賁稱為“吳中四傑”，又與高啟、王行、徐賁等十人，人稱“北郭十才子”。

## 生平
張羽早年隨父宦江浙，後與徐賁約定僑居吳興縣，為安定書院山長，再徙於長洲縣（今江蘇蘇州）。元末時張羽曾官至太常寺丞。明洪武初年入京，得不到朱元璋喜好，洪武四年（1371年）又至京師，為太常寺丞，洪武十八年（1385年）流放嶺南，未半道召還，投龍江而死。

## 藝術成就
張羽生平好著述，文辭典雅，詩深思冶煉，樸實含華，隸書取法唐朝人韓擇木。著有《靜居集》四卷。

## 作品
《寒巖積雪》軸，藏於台灣台北國立故宮博物院
《瑞穀圖》，藏於台灣台北國立故宮博物院